# Show Me The Money 3
《Show Me The Money》(쇼미더머니)의 세 번째 시즌은 2014년에 엠넷에서 방송되었다. 진행은 김진표가 맡았다.

## 팀 구성
| 프로듀서 | 스윙스, 산이                 | 양동근                           | 도끼, 더 콰이엇            | 타블로, 마스타 우           |
| 참가자   | 바스코, 씨잼, 부현석, 성장군 | 아이언, 기리보이, 한상엽, 정상수 | BOBBY, 차메인, TOY, 박평안 | 올티, 육지담, 스내키챈, B.I |

## 회차별 탈락

### 5화
각 팀에 소속된 4명의 랩퍼들 중 한 명씩을 탈락시키기 위한 승부가 펼쳐졌다. 그 결과, Brand New 팀에서는 성장군, YDG 팀에서는 정상수, 1llionaire 팀에서는 박평안, YG 팀에서는 스내키챈이 탈락하였다..
현 상황
(1) Brand New: 바스코, 씨잼, 부현석
(2) YDG: 아이언, 기리보이, 한상엽
(3) 1llionaire: BOBBY, 차메인, TOY
(4) YG: 올티, B.I, 육지담

### 6화
지난 5화에서의 무대점수를 바탕으로 팀 내 1위 rapper는 자동으로 본 라운드 공연을 하게 되었다. 또한 1위를 제외한 나머지 2위와 3위 rapper는 같은 비트로 준비한 리허설 공연을 통해 각 팀의 프로듀서로부터 평가를 받은 후, 선택된 1명의 rapper에게만 본 라운드 공연 기회가 주어졌다. 이 과정에서 YG 팀에서는 올티(육지담 탈락) YDG 팀에서는 기리보이(한상엽 탈락)가 각각 프로듀서에게 선택을 받았다.
현 상황
(1) Brand New: 바스코, 씨잼, 부현석 (리허설 무대 탈락자 6회에서 공개되지 않음)
(2) YDG: 아이언, 기리보이
(3) 1llionaire: BOBBY, 차메인, TOY (리허설 무대 탈락자 6회에서 공개되지 않음)
(4) YG: 올티, B.I
본 1라운드 공연에서는 YG 팀의 올티가 YDG 팀의 기리보이와 맞대결을 펼쳤다. 결과는 올티 승.
2라운드 공연에서는 B.I와 아이언이 대결하였다. 결과는 아이언 승. 최종결과는 네 명의 rapper의 순위가 차례대로 1위 아이언(3,175,000원), 2위 올티(2,800,000원), 3위 B.I(1,700,000원), 4위 기리보이(1,650,000원)였다. 최종적으로 두 팀 중, 합산 금액이 적은 팀인 YG 팀(YDG 팀의 4,825,000원 > YG 팀의 4,500,000원)의 하위 rapper인 B.I가 탈락하였다.
현 상황
(1) Brand New: 바스코, 씨잼, 부현석 (리허설 무대 탈락자 6회에서 공개되지 않음)
(2) YDG: 아이언, 기리보이
(3) 1llionaire: BOBBY, 차메인, TOY (리허설 무대 탈락자 6회에서 공개되지 않음)
(4) YG: 올티

### 7화
6화와 마찬가지 방법으로 Brand New 팀과 1llionaire 팀의 맞대결이 펼쳐졌다. Brand New 팀에서는 씨잼(부현석 탈락), 1llionaire 팀에서는 차메인(TOY 탈락)이 각각 프로듀서에게 선택을 받았다.
현 상황
(1) Brand New: 바스코, 씨잼
(2) YDG: 아이언, 기리보이
(3) 1llionaire: BOBBY, 차메인
(4) YG: 올티
본 1라운드 공연에서는 Brand New 팀의 씨잼이 1llionaire 팀의 차메인과 맞대결을 펼쳤다. 결과는 씨잼 승. 2라운드 공연에서는 바스코와 BOBBY가 대결하였다. 결과는 바스코 승. 최종결과는 네 명의 rapper의 순위가 차례대로 1위 바스코(3,375,000원), 2위 씨잼(3,150,000원), 3위 BOBBY(1,525,000원), 4위 차메인(1,375,000)였다. 최종적으로 두 팀 중, 합산 금액이 적은 팀인 1llionaire 팀(Brand New 팀의 6,525,000원 > 1llionaire 팀의 2,900,000원)의 하위 rapper인 차메인이 탈락하였다.
현 상황
(1) Brand New: 바스코, 씨잼
(2) YDG: 아이언, 기리보이
(3) 1llionaire: BOBBY
(4) YG: 올티

### 8화
6,7 화에서 진행된 1차 공연에서 이긴 YDG 팀과 Brand New 팀의 대결과 동시에, 1차 공연에서 1명씩 탈락하여 각각 1명씩만 남은 YG 팀과 1llionaire 팀의 대결이 펼쳐졌다. 첫 번째 라운드 바스코 VS 아이언의 대결에서는 바스코의 승리. 다음 라운드 올티 VS BOBBY의 대결 결과는 다음화에 이어진다.

### 9화
먼저 YDG 팀의 기리보이와 Brand New 팀의 씨잼의 대결이 펼쳐졌다. 이를 지난화의 바스코 VS 아이언과 합산한 결과 총 공연비 14,500,000원: 5,300,000원의 압도적 차이로 YDG 팀의 패배. YDG 팀 중 3,100,000원을 획득한 아이언에 비해 더 적은 2,200,000원을 획득한 기리보이의 탈락.
현 상황
(1) Brand New: 바스코, 씨잼
(2) YDG: 아이언
(3) 1llionaire: BOBBY
(4) YG: 올티
여기에 지난 8화에서 공개되지 않았던 올티 VS BOBBY의 대결 결과는 6,150,000원: 3,650,000원으로 BOBBY 승. 결과적으로 Brand New 팀의 바스코, 씨잼, YDG 팀의 아이언, 1llionaire 팀의 BOBBY로 TOP4가 결정되었음(올티 탈락으로 인해 YG 팀은 남은 rapper 탈락에 이은 프로듀서 동반 탈락).
TOP4의 준결승 무대 조편성은 BOBBY VS 바스코 / 씨잼 VS 아이언. 첫 대결인 BOBBY VS 바스코의 결과는 BOBBY 승(결승 진출).
현 상황
(1) BOBBY (승, 결승 진출) VS 바스코 (패, 탈락)
(2) 씨잼 VS 아이언의 대결은 아이언 승, 결승 진출. 씨잼 패, 탈락

## 결과
- 우승: BOBBY
- 준우승: 아이언
- 4강: 바스코, 씨잼

| 순위         | 이름                        | 본명               | 소속사                                   | 소속그룹                                                      |
| ------------ | --------------------------- | ------------------ | ---------------------------------------- | ------------------------------------------------------------- |
| 1위          | BOBBY                       | 김지원             | YG                                       | iKON, MOBB                                                    |
| 2위          | 아이언                      | 정헌철             | 前카우, 前블록베리, 前폴라리스, 前빅히트 | 前밑바닥, 前대남협크루                                        |
| Top4 (3위)   | 빌스택스, 前Vasco, 前Shadow | 신동열             | 밀리언마켓, 前MP, 前인디펜던트, 前저스트 | 지기펠라즈, 부다사운드, 前PJ Peepz, 前스핏파이어, 前Jiggy Boy |
| Top4 (4위)   | 씨잼                        | 류성민             | 저스트                                   | $exy $treet                                                   |
| Top6 (5위)   | 올티                        | 정우성             | 前C9                                     | ADV, OSU                                                      |
| Top6 (6위)   | 기리보이                    | 홍시영             | 인디고, WEDAPLUGG, I4P                   | 벅와일즈, 두메인, 트럭소빅, 우주비행                          |
| Top8 (7위)   | B.I, Rudy                   | 김한빈             | 아이오케이, 131, 前YG                    | F'Club, 前iKON                                                |
| Top8 (8위)   | 차메인                      | 차정욱             | FLOCC, 前GVOY, 前1LLINAIRE               | 프레밀리                                                      |
| Top12 (9위)  | 반도키드                    | 한상엽             | UNDERBAR, 前micasa                       | 크로스하츠                                                    |
| Top12 (10위) | Snap Out                    | 부현석             |                                          | Flocc, 프레밀리, 前ADHD                                       |
| Top12 (11위) |                             | 육지담             | 前CJ E&M                                 |                                                               |
| Top12 (12위) | 토이아나래, 前TOY           | Brown Toy anna Rae | 배드보스                                 |                                                               |
| Top16        | 키드와인                    | 박평안             | WaterWineGang                            |                                                               |
| Top16        | Jang, 前클리시 아키, 前Welo | 성장군             |                                          | Hoodie Clan, 前hottrack                                       |
| Top16        | 스내키 챈                   | Roy Jae Kim        | 다이너스티                               | 前업타운, 前뉴 다이너스티                                     |
| Top16        | 前Blasta, 前대정            | 정상수             | 前사우스타운, 前블리스, 前아우라지       | PIMP, 前PTL, 前RNB                                            |
| Top25        | 만수                        | 박만수             | 에이티노, 前와이든, 前CANENT, 前지클레프 |                                                               |
| Top25        |                             | 김수종             |                                          |                                                               |
| Top25        | 나다                        | 윤예진             | 월드스타, 前마피아                       | 前WA$$UP                                                      |
| Top25        |                             | 이덕운             |                                          |                                                               |
| Top25        | 키썸                        | 조혜령             | 퍼스트원, 前휴맵                         |                                                               |
| Top25        | 졸리브이                    | 이진경             | 前소울라임, 前A-Team                     |                                                               |
| Top25        | 케니로우                    | 김효은             | AMBITION                                 | WYSD, 119                                                     |
| Top25        | David Lee                   | 데이빗 리          |                                          |                                                               |
| Top25        | 진준왕                      | 진준현             | 아이헤이트어니언, JDD                    |                                                               |